# Conte della Contea
Il Conte della Contea è un titolo di Arda, l'universo immaginario fantasy creato dallo scrittore inglese J.R.R. Tolkien. Era la maggiore carica politica tra gli Hobbit dell'omonima regione. Il Conte era inoltre il massimo comandante dell'apparato militare Hobbit, sebbene questo ebbe ad esistere in pochissime occasioni.
Gli Hobbit della Contea scelsero per la prima volta un Conte che li governasse dopo la morte di Arvedui, ultimo Re di Arnor, quando venne quindi a cessare la protezione loro assicurata dalla presenza di un re degli Uomini nei territori nord-occidentali dell'Eriador. Col tempo la carica di Conte divenne ereditaria, ed all'inizio era tenuta dalla famiglia Vecchiobecco. A partire dall'anno 740 secondo il computo cronologico della Contea, la carica di Conte è stata prerogativa della potente famiglia Tuc.

## Successione dei Conti della Contea

### Terza Era
- Bucca della Palude (primo conte, eletto alla morte di Arvedui nel 1979)
- Dieci Conti della famiglia Vecchiobecco
- Gorhendad Vecchiobecco (Conte, abdicò e partì per Buckburgo)
- Isumbras Tuc I (tredicesimo Conte, eletto nel 2340, primo della famiglia Tuc)
- Otto Conti della famiglia Tuc (tra i quali Isengrim I, Isumbras II, Ferumbras I e Paladino I)
- Isengrim Tuc II (ventiduesimo Conte, decimo della famiglia Tuc, morto nel 2672)
- Isumbras Tuc III (ventitreesimo Conte, ottenne la carica nel 2672)
- Ferumbras Tuc I (ventiquattresimo Conte, fratello maggiore di Brandobras Tuc)
- Fortinbras Tuc I (venticinquesimo Conte)
- Gerontius Tuc, conosciuto come il Vecchio Tuc (ventiseiesimo conte, ottenne la carica nel 2848)
- Isengrim Tuc III (ventisettesimo conte)
- Isumbras Tuc IV (ventottesimo Conte)
- Fortinbras Tuc II (ventinovesimo Conte)
- Ferumbras Tuc III (trentesimo Conte, morì senza figli nel 3015)
- Paladino Tuc II (trentunesimo Conte, cugino di Ferumbras III, ottenne la carica nel 3015)

### Quarta Era
- Peregrino "Pipino" Tuc (trentaduesimo Conte, ottenne la carica nel 13 e abdicò nel 63)
- Faramir Tuc (trentatreesimo Conte, ottenne la carica nel 63 dopo la partenza del padre per Gondor)